# Coelidium
Coelidium là một chi thực vật có hoa trong họ Đậu.